# テオバルド1世・ディ・スポレート
テオバルド1世・ディ・スポレート（Teobaldo I di Spoleto, ? - 936年）は、スポレート公およびカメリーノ侯（在位：928年 - 936年）。

## 生涯
テオバルドはイタリア王ウーゴの姪と結婚し、ウーゴによりスポレート公およびカメリーノ侯に任じられた。この後、スポレートとカメリーノは分割されずに相続されていった。
926年、ベネヴェント公ランドルフォ1世とその甥サレルノ侯グアイマーリオ2世は、ビザンツ統治下のプッリャを攻撃した。しかしバーリの将軍からの反撃を受け、929年にランドルフォらはテオバルドに援助を求めた。テオバルドの支援を受け、ランドルフォらはビザンツ軍を敗北させた。しかしルカニアおよびカラブリアが占領され、934年まで反乱が続いた。反乱を鎮圧した後、テオバルドは捕虜に対し去勢という残虐な行為を行い、捕虜らは皇帝に対し「宦官として仕えることとなった」という。テオバルドは936年に死去し、スポレート公位およびカメリーノ侯位は、イタリア王ウーゴの甥でベレンガーリオ2世の異母弟のアンスカーリオ2世に与えられた。